# Marion Jones
Marion Lois Jones (født 12. oktober 1975 i Los Angeles, Californien, USA), også kendt som Marion Jones-Thompson, er en amerikansk professionel basketballspiller og   tidligere sprinter. Hun vandt fem medaljer ved OL 2000 i Sydney, som hun i oktober 2007 afleverede tilbage efter at hun havde tilstået doping. 
Siden 2009 har hun spillet professional basketball i den amerikanske WNBA-liga for Tulsa Shock.

## Karriere
Den første internationale konkurrence, hun vandt, var 100 m løb ved verdensmesterskabet i atletik i Athen i 1997. Hun blev også nummer 10 ved længdespring i samme konkurrence. Ved verdensmesterskabet i atletik i 1999 forsøgte hun at vinde fire titler men kom til skade ved 200 m løb efter at have vundet guld i 100 m løb.
Ved OL i 2000 i Sydney gik hun efter fem medaljer som hun vandt, hvilket ingen kvindelig atlet tidligere havde opnået. Der var tale om disciplinerne 100 m løb, 200 m løb, længdespring samt holdsprintdisciplinerne 4 x 100 m stafet og 4 x 400 m stafet.
Hun skuffede fælt ved OL fire år senere i Athen, hvor hun måtte rejse hjem uden medaljer.

## Doping
I flere år blev Jones trænet af kontroversielle trænere, blandt andet af Charlie Francis, der havde været træner for den dopingdømte Ben Johnson. I 2004 afslørede Victor Conte, direktør for et center for sportsernæring, at han havde givet Marion Jones præstationsfremmende midler i 2000 (før, under og efter OL). Også hendes tidligere mand, kuglestøderen C.J. Hunter, erklærede at have set Jones indtage doping, selv om hun ikke var blevet afsløret ved dopingprøver.
Dette skete først ved de amerikanske mesterskaber i 2006, hvor A-prøven var positiv. Dette blev i første omgang ikke afsløret, og Jones nægtede at have brugt doping. B-prøven var ifølge hendes advokater negativ, og derfor fik hun lov til at fortsætte i sin sport.
I 2007 blev hun imidlertid igen konfronteret med anklagerne, og denne gang erkendte hun brug af steroider inden OL i 2000. På en pressekonference 5. oktober erkendte hun over for pressen at have været dopet under legene og på den baggrund at være kommet uretmæssigt til sine guldmedaljer. Hun undskyldte over for sit land i en meget følelsespræget optræden, og efterfølgende blev hun frataget sine medaljer, som hun uden modstand afleverede.
Hun blev anklaget for tidligere at have løjet om sin brug af doping, og 11. januar 2008 blev hun dømt herfor samt for checkfalskneri. Hun fik seks måneders fængsel med efterfølgende to års prøvetid samt 200 timers samfundstjeneste.

## Privat
Hun var først gift med kuglestøderen C.J. Hunter, men parret blev skilt i 2002. Herefter blev hun kæreste med sprinteren Tim Montgomery, og han er far til hendes søn, Tim, Jr., født 28. juni 2003. Parret blev gift 24. februar 2007.
Marion Jones tjente, mens hun var på sin sportslige top, mange penge og blev en af atletikkens første kvindelige dollarmillionærer. I forbindelse med anklagerne om dopingmisbrug kom hun imidlertid i alvorlige økonomiske problemer og måtte sælge flere ejendomme, som hun havde investeret i.